# Lushan
La muntanya Lu o Lu Shan (shan significa muntanya en idioma mandarí) és una muntanya de la Xina, situada a 36 quilòmetres al sud de la ciutat de Jiujiang a la província de Jiangxi, entre el Yangzi i el llac Poyang. S'hi troben nombroses riqueses naturals (flora, fauna, geologia); a més, és un lloc destacat per a la història, la religió, la pintura i la poesia. Totes aquestes característiques van fer que el 1996 la UNESCO declarés al Parc Nacional de Lu Shan com a Patrimoni de la Humanitat.